# Helmut Fendel
Helmut Fendel (* 27. Juli 1937 in Köln; † 3. März 2019) war ein deutscher Fußballspieler. Von 1956 bis 1963 absolvierte der Angreifer für die Vereine 1. FC Köln und Borussia Mönchengladbach insgesamt 142 Spiele in der damals erstklassigen Fußball-Oberliga West und erzielte dabei 48 Tore.

## Laufbahn

### Köln, bis 1960
Der in Köln geborene und zunächst aufgewachsene Helmut Fendel wurde 1951 Mitglied in der Jugendabteilung des 1. FC Köln. Durch den Wohnortwechsel seiner Eltern im Jahr 1953 nach Refrath, wurde seine FC-Zeit zwei Jahre unterbrochen, ehe er wieder ab der Saison 1955/56 zum FC zurückkehrte. Er gelangte per Straßenbahn in die Domstadt, mit der Linie 20 fuhr er bis Klettenberg. Nach einem Jahr in der Amateurmannschaft der „Geißböcke“ wurde er wie seine vorherigen Mannschaftskollegen Rudolf Eder und Hans Pfeiffer in den Oberligakader zur Saison 1956/57 übernommen. 
Helmut Fendel brachte es in seiner Zeit beim 1. FC Köln auf genau 100 Einsätze, bei denen er 41 Tore erzielte. Der Stürmer debütierte am 28. Oktober 1956 bei einem 2:2-Auswärtsremis gegen Schwarz-Weiß Essen unter Trainer Hennes Weisweiler in der Oberliga. Der Nachwuchsspieler zeichnete sich dabei als zweifacher Torschütze an der Seite von Hans Sturm und Hans Schäfer aus. Der wendige Angreifer war auf allen Positionen im Angriff im damals praktizierten WM-System einsetzbar und war vor allem ein Vorlagengeber für torgefährliche Innenstürmer. Er gewann mit dem FC in den Jahren 1958 und 1959 die Vizemeisterschaft und 1960 den Titel in der Oberliga West. Seine beste Rundenbilanz hatte Fendel in der Saison 1958/59, als er in 27 Ligaeinsätzen zehn Tore für die „Geißbock“-Elf erzielte. In der Endrunde um die deutsche Fußballmeisterschaft 1959 kam er in allen sechs Begegnungen gegen Eintracht Frankfurt, FK Pirmasens und SV Werder Bremen zum Einsatz. Als der 1. FC Köln im Jahr danach, 1959/60, die Meisterschaft in der Oberliga West erringen konnte, kam er nur noch zu elf Ligaspielen, in denen er sieben Tore erzielte. Jetzt waren mit Helmut Rahn, Coşkun Taş und Karl-Heinz Thielen noch weitere Konkurrenten auf den Flügeln im Kader vorhanden. In diesen vier Jahren erlebte er gleich drei verschiedene Trainer: Hennes Weisweiler, Péter Szabó und Oswald Pfau. Unter Pfau wurde der 1. FC Köln 1960 deutscher Vizemeister. Zu Fendels Mannschaftskameraden gehörten damals u. a. Fritz Ewert, Georg Stollenwerk, Josef Röhrig, Hans Sturm und der Weltmeister von 1954 Hans Schäfer. In seiner Zeit beim FC erhielt der gelernte Schreiner beim „Kaufhof“ eine Anstellung in der hauseigenen Kaffeerösterei, womit die Teilnahme am zeitaufwendigen Trainings- und Spielbetrieb möglich war. Nachdem er in seinem vierten Oberligajahr 1959/60 vom Verletzungspech geplagt war und nur noch elf Ligaspiele mit sieben Tore bestreiten konnte, wechselte er zur Saison 1960/61 mit seinem Angriffskollegen Franz Brungs an den Niederrhein zu Borussia Mönchengladbach.

### Mönchengladbach, 1960 bis 1963
Sein erstes Oberligaspiel mit Mönchengladbach verlor der Ex-Spieler des 1. FC Köln am 14. August 1960 gegen Hamborn 07 mit 1:3 Toren. Auch die beiden Spiele gegen die „Geißbock“-Elf gingen mit den Borussen in seiner ersten Saison am Bökelberg verloren. Bei der 2:3-Heimniederlage am 30. April 1961 hatte Fendel vor 35.000 Zuschauern in der 75. Minute den zwischenzeitlichen 2:2-Ausgleich erzielt. An der Seite von Torschützenkönig Ulrich Kohn (30-21) war er zusammen mit Franz Brungs (30-9) in seinen 24 Ligaeinsätzen mit zehn Treffern einer der torgefährlichsten Stürmer der Borussia. In der Oberliga West belegte Mönchengladbach den 6. Rang. Hatten Fendel und seine neuen Mannschaftskollegen bereits im westdeutschen Pokal mit den Erfolgen im Halbfinale am 6. August mit 4:3 Toren bei Borussia Dortmund und dem 3:1-Sieg am 24. August im Finale gegen den 1. FC Köln für eine Überraschung gesorgt, so steigerte sich das noch im DFB-Pokal. In der Angriffsbesetzung mit Franz Brungs, Albert Brülls, Ulrich Kohn, Karl-Heinz Mülhausen und Helmut Fendel gewann Mönchengladbach am 5. Oktober 1960 in Düsseldorf unter Trainer Bernd Oles mit 3:2 Toren den Pokal des Jahres 1960.
In seinem zweiten Jahr bei den Borussen, 1961/62, kamen zwar mit Torhüter Manfred Orzessek und Angreifer Willibert Kremer anerkannte Oberligaakteure neu hinzu, aber die Leistung des Vorjahres konnte nicht wiederholt werden. Mönchengladbach spielte um den Klassenerhalt und belegte am Rundenende den 13. Rang; Fendel hatte in 20 Ligaeinsätzen vier Tore erzielt. Das letzte Jahr der alten erstklassigen Oberliga, 1962/63, eröffneten die Borussen nach umfangreichen Umbauarbeiten das modernisierte Bökelbergstadions mit einem „Eröffnungsspiel“ am 28. Juli 1962 gegen Glasgow Rangers. Vor 25.000 Zuschauern trennten sich die Europacupkonkurrenten aus dem Jahr 1960 (0:3, 0:8) mit 1:1. An der Seite von Fendel kamen dabei auch die Neuzugänge Siegfried Burkhardt, Heinz Crawatzo und Werner Moldovan im Team des Oles-Nachfolgers Fritz Langner zum Einsatz.
Verletzungsbedingt absolvierte der Angreifer in der Serie 1962/63 lediglich 19 Ligaspiele, in denen er sechs Tore erzielte und beendete mit dem Auswärtsspiel am 28. April 1963 bei Hamborn 07 (0:1) seine Laufbahn als Vertragsfußballer. Er kehrte aus beruflichen Gründen am Rundenende in seine Kölner Heimat zurück und wurde reamateurisiert.
Von 1964 bis 1967 war Fendel als Spielertrainer beim SV Refrath in seiner Wohnheimat Bergisch Gladbach tätig.

## Statistik
- Oberliga West
79 Spiele; 30 Tore 1. FC Köln
63 Spiele; 20 Tore Borussia Mönchengladbach

- Endrunde um die deutsche Meisterschaft
11 Spiele; 3 Tore 1. FC Köln

- Westpokal
10 Spiele; 8 Tore 1. FC Köln

## Erfolge
- 1960 Deutscher Vize-Meister mit dem 1. FC Köln
- 1960 DFB-Pokalsieger mit Borussia Mönchengladbach